# Храм Покрова Пресвятой Богородицы при Ташкентском кадетском корпусе
Храм Покрова́ Пресвято́й Богоро́дицы при Ташке́нтском каде́тском ко́рпусе — недействующий православный храм Ташкентской и Узбекистанской епархии Среднеазиатского митрополичьего округа Русской православной церкви, расположенный в Ташкенте (Узбекистан) на улице Махтумкули.

## История
Храм был построен по проекту Г. Веселова специально для Ташкентского кадетского корпуса, организованного в 1901 году на базе Ташкентской подготовительной школы 2-го Оренбургского кадетского корпуса. Первоначально в школе училось 100 учеников на казённом коште (т. е. за счёт государства). Первый выпуск был осуществлён в 1906 году.
Храм был освящён 16 октября 1905 года в честь праздника Покрова Пресвятой Богородицы. В алтаре был установлен походный иконостас императора Петра I, пожертвованный великим князем Николаем Константиновичем и полученный им ранее от одного из Переславских мужских монастырей.
После революции кадетский корпус был расформирован. В 1930 году храм был закрыт, а его купол разрушен. В настоящее время здание бывшей церкви находится на территории клиники № 3 Ташкентской медицинской академии.

## Фото

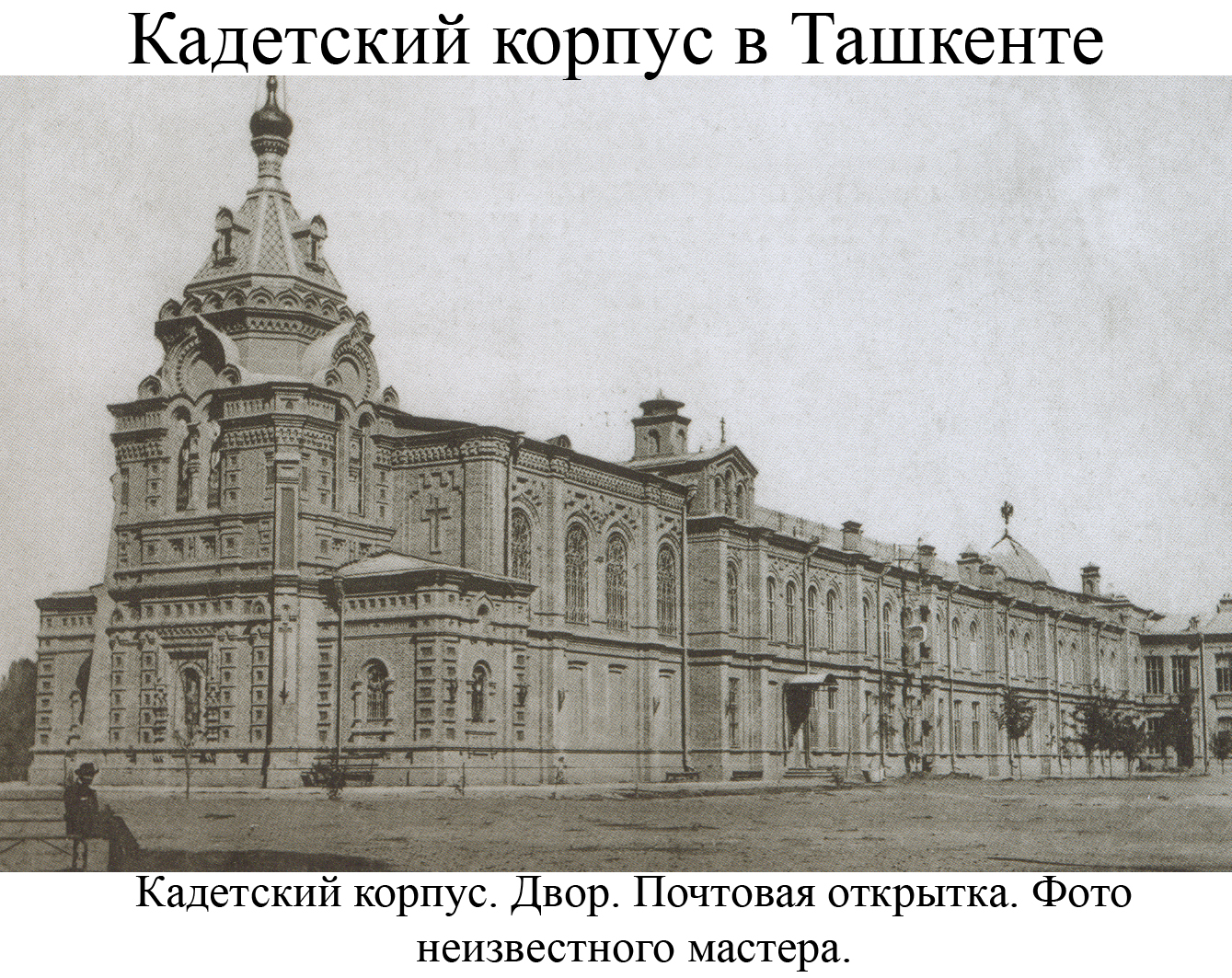
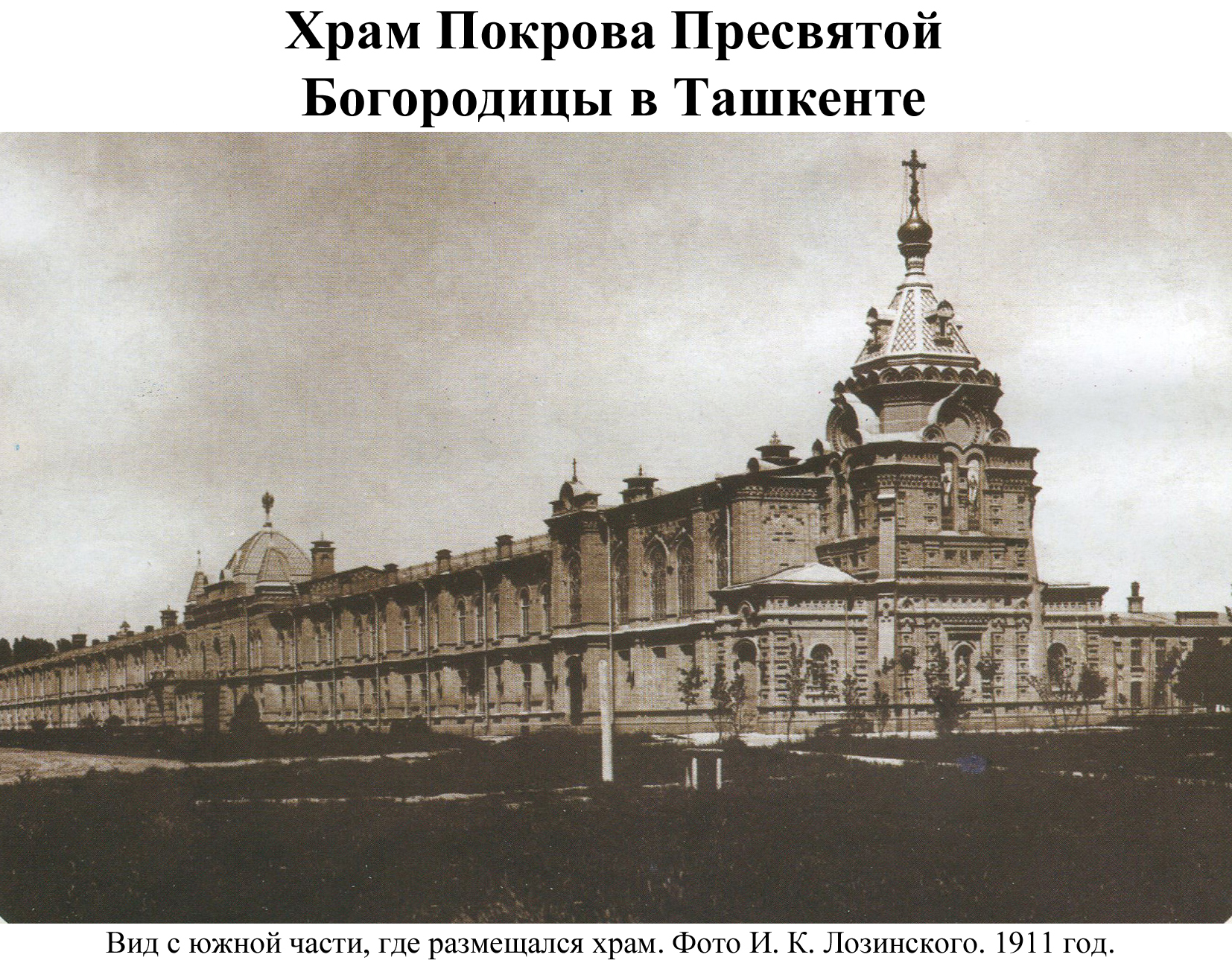
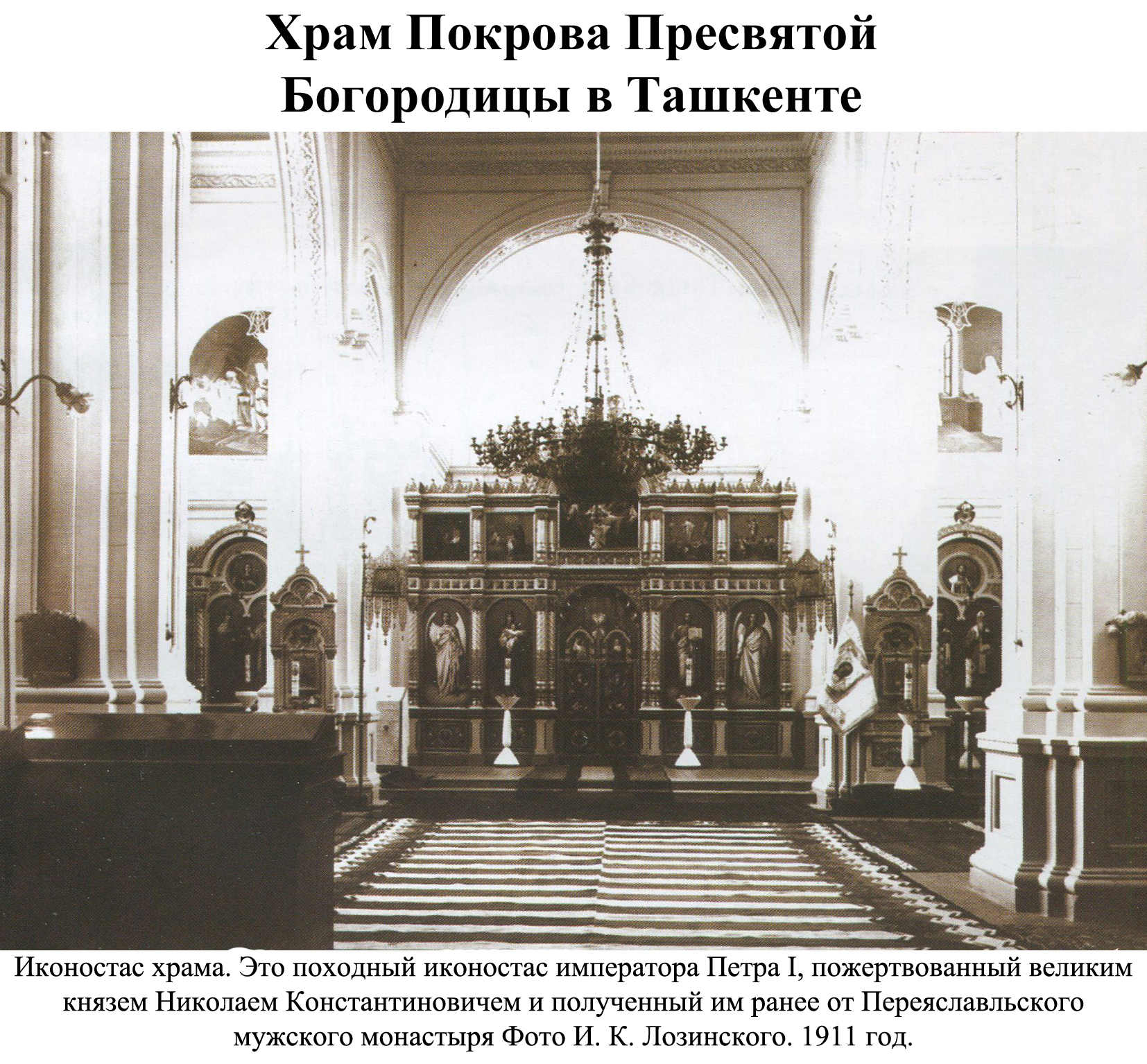
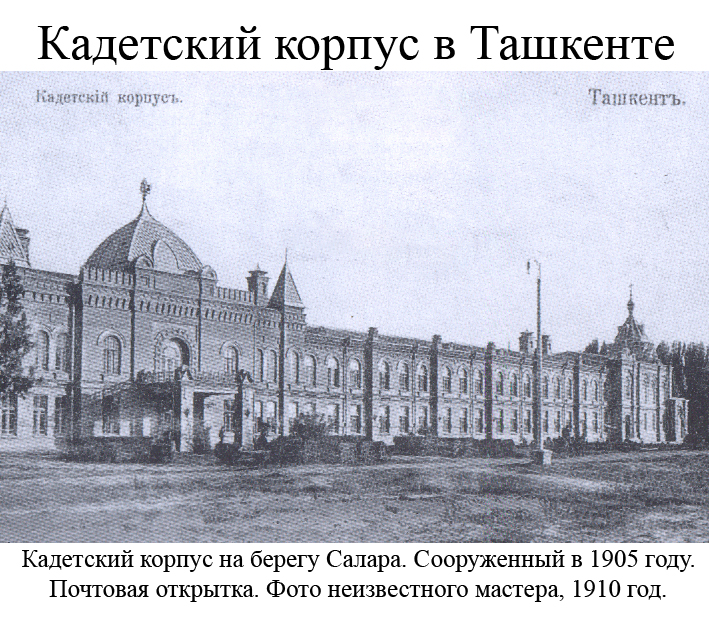
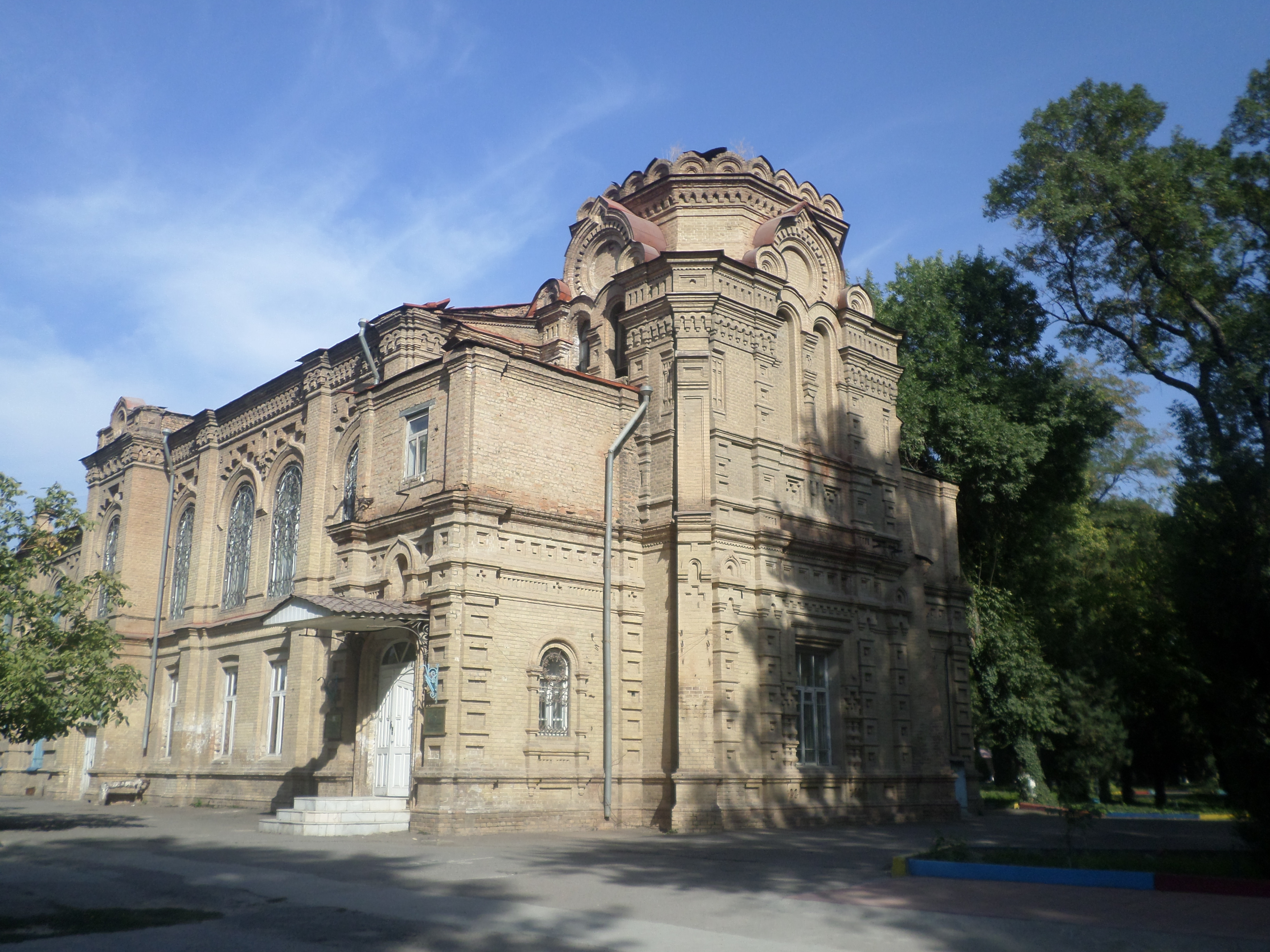
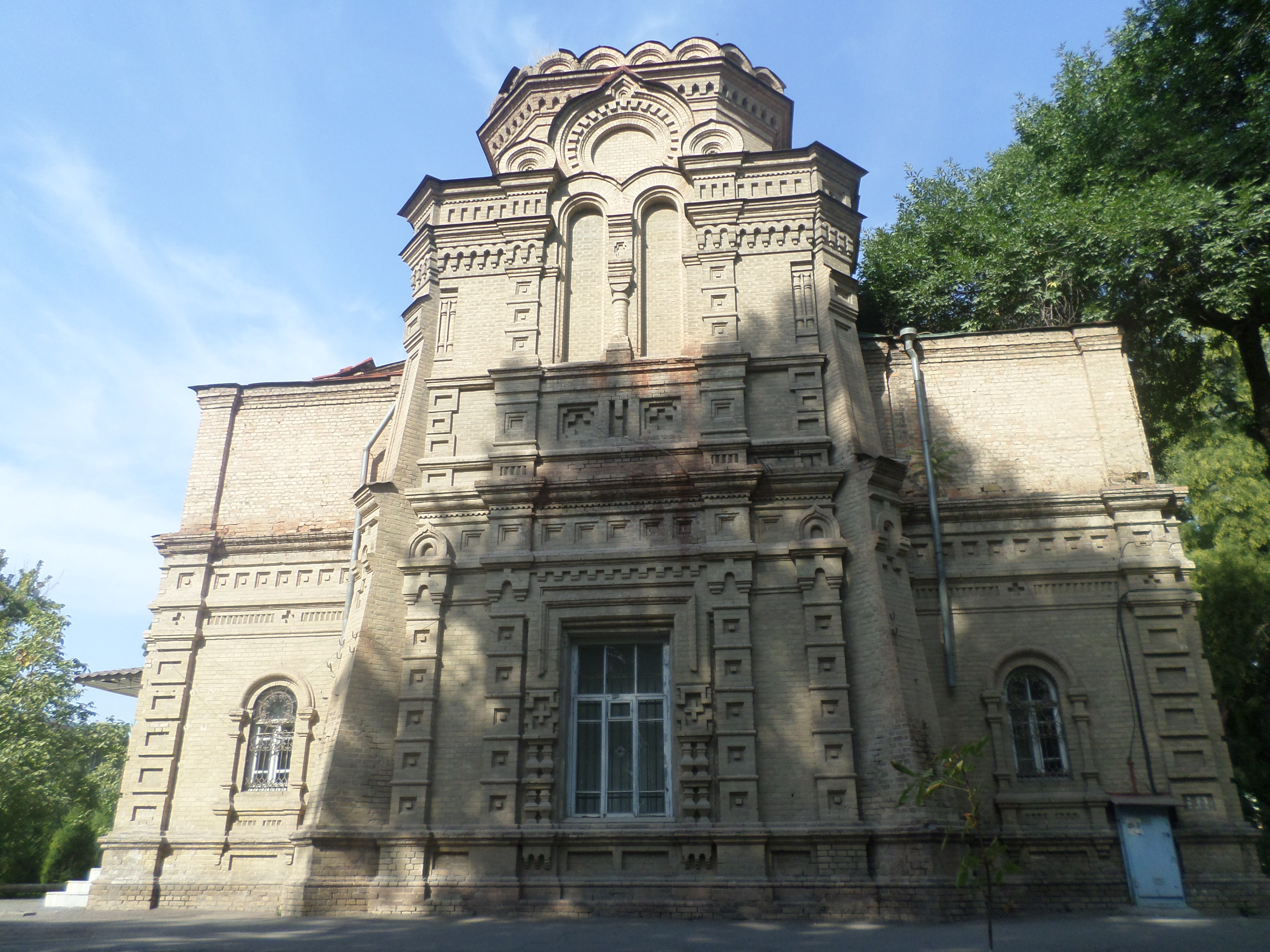
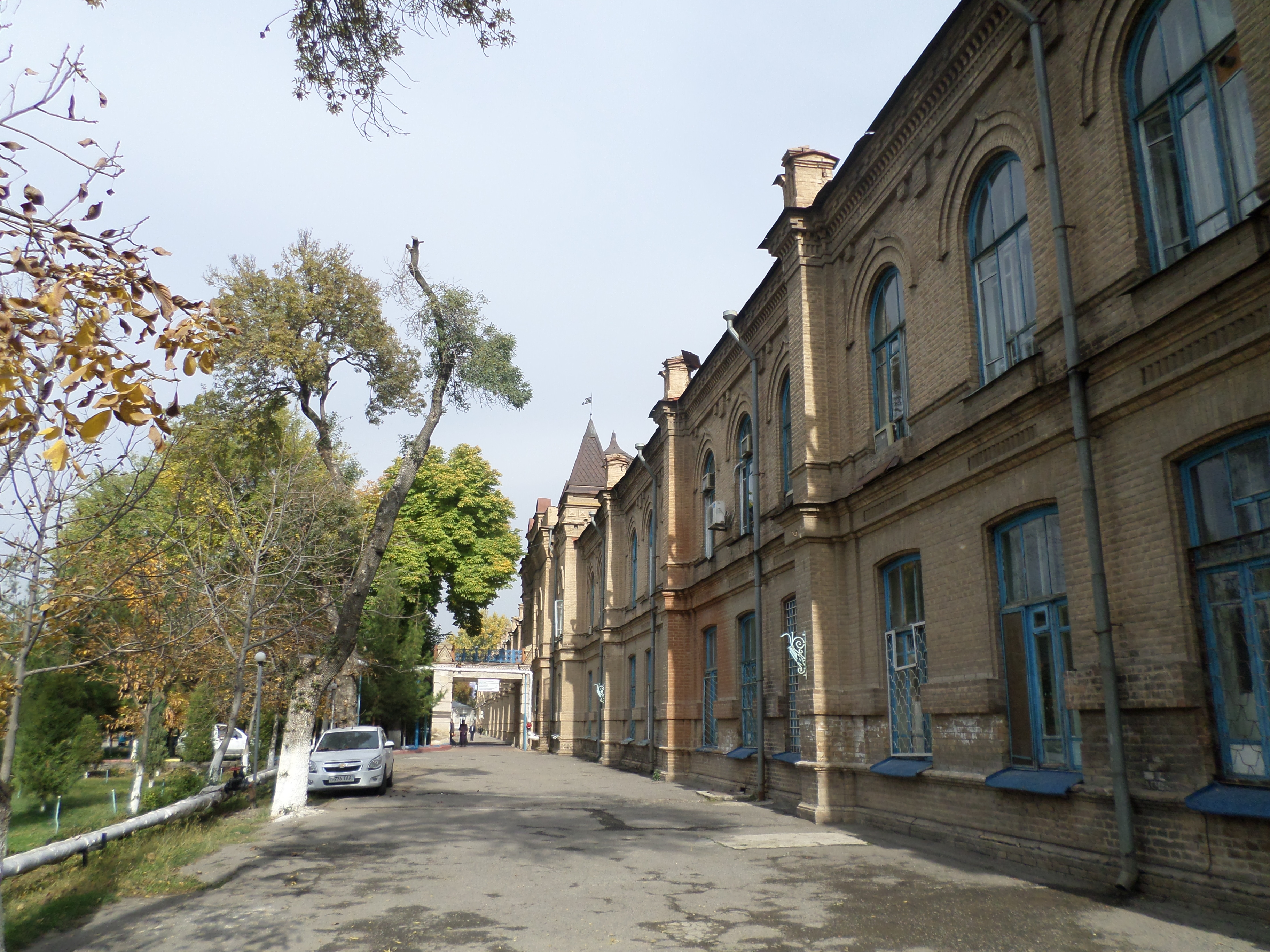